# Phototoxicité
 Mise en garde médicale
La phototoxicité, également appelée photoirritation ou photodermatite, est une irritation cutanée induite chimiquement, nécessitant de la lumière, qui n'implique pas le système immunitaire. C'est un type de photosensibilité,.
La réponse cutanée ressemble à un coup de soleil exagéré. La substance chimique impliquée peut pénétrer dans la peau par administration topique ou elle peut atteindre la peau par le système circulatoire après ingestion ou administration parentérale. Le produit chimique doit être « photoactif », ce qui signifie que lorsqu'il reçoit de la lumière, l'énergie absorbée produit des changements moléculaires qui provoquent une toxicité. De nombreux composés synthétiques, y compris des substances médicamenteuses comme les tétracyclines ou les fluoroquinolones, sont connus pour provoquer ces effets. Le contact de surface avec certains de ces produits chimiques provoque une photodermatite ; de nombreuses plantes provoquent une phytophotodermatite. La toxicité induite par la lumière est un phénomène courant chez l'homme ; cependant, il se produit également chez d'autres animaux.

## Contexte scientifique
Une substance phototoxique est un composé chimique qui devient toxique lorsqu'il est exposé à la lumière. 
- Certains médicaments : antibiotiques tétracycline, sulfamides, amiodarone, quinolones, psoralène
- Les huiles essentielles d'agrumes pressées à froid telles que l'essence de bergamote[4].
- La sève et les jus de nombreuses plantes: notamment des Rutacées (agrumes, notamment le citron vert et la bergamote, rue officinale), des Apiacées (panais, celeri, persil, berces), des Moracées (figuier), quelques Fabacées, etc.
- Porphyrines, une classe de molécules naturelles présentes dans le corps et s'accumulant chez les patients présentant certains défauts génétiques dans la chaîne de construction de l'hème du colorant sanguin rouge: porphyrie

Dans ce contexte, la phototoxicité est un phénomène chimique quantique. Les phototoxines sont des molécules avec un système conjugué, souvent un système aromatique . Ils ont un état excité de basse altitude qui peut être atteint par excitation avec des photons de lumière visible. Cet état peut subir un croisement intersystème avec des molécules voisines dans les tissus, les convertissant en radicaux libres toxiques. Ceux-ci attaquent rapidement les molécules voisines, tuant les cellules. Un radical typique est l'oxygène singulet, produit à partir d' oxygène triplet régulier. Parce que les radicaux libres sont très réactifs, les dommages sont limités à la partie du corps éclairée.
La pollution lumineuse, et plus particulièrement l'exposition à des systèmes d'éclairage utilisant des DEL (ampoule, écran de visualisation électronique (en) qui impose une vision de près accentuant le rayonnement nocif de la bande bleue, l'énergie lumineuse diminuant avec le carré de la distance), a également des effets de phototoxicité qui « constitue avec l'hérédité un facteur majeur pour les maladies dégénératives de la rétine avec, en plus, l'impact de l'âge pour la plus fréquente d'entre elles, la DMLA ».

## Évaluation de la photosécurité

### Systèmes de testin vitro
Test de phototoxicité au rouge neutre 3T3 - Un test d'évaluation toxicologique in vitro utilisé pour déterminer l'effet cytotoxique et photo(cyto)toxique d'un article d'essai sur les fibroblastes murins en présence ou en l'absence de lumière UVA. 
 "Le test de phototoxicité d'absorption de rouge neutre 3T3 (3T3 NRU PT) peut être utilisé pour identifier l'effet phototoxique d'une substance d'essai induit par la combinaison de la substance d'essai et de la lumière et est basé sur la comparaison de l'effet cytotoxique d'une substance d'essai lorsqu'elle est testée. après l'exposition et en l'absence d'exposition à une dose non cytotoxique d'UVA / lumière visible. La cytotoxicité est exprimée comme une réduction dépendant de la concentration de l'absorption du colorant vital - le rouge neutre . 

Les substances phototoxiques in vivo après application systémique et distribution sur la peau, ainsi que les composés qui pourraient agir comme phototoxiques après application topique sur la peau peuvent être identifiés par le test. La fiabilité et la pertinence du 3T3 NRU PT ont été évaluées et se sont avérées prédictives par rapport aux effets de phototoxicité aigus in vivo chez les animaux et les humains."  

### Pendant le développement du médicament
Plusieurs autorités sanitaires ont publié des documents d'orientation connexes, qui doivent être pris en compte pour le développement de médicaments: 
- ICH (Conseil international d'harmonisation des exigences techniques pour l'enregistrement des médicaments à usage humain) 
  - M3 (R2) "Guide sur les études de sécurité non cliniques pour la conduite d'essais cliniques sur l'homme et l'autorisation de mise sur le marché de produits pharmaceutiques"[10]
  - S9 "Évaluation non clinique des produits pharmaceutiques anticancéreux"[11]
  - S10 «Évaluation de la photosécurité»
- EMA (Agence européenne des médicaments) 
  - «Note d'orientation sur les tests de photosécurité» (révision en attente)[12]
  - "Questions et réponses sur la note d'orientation sur les tests de photosécurité"
- FDA ("Food and Drug Administration" aux États-Unis)
- MHLW / PMDA (Ministère japonais de la santé, du travail et du bien-être / Agence des produits pharmaceutiques et des dispositifs médicaux )

## Phototoxicité en microscopie optique
Lors de la microscopie d'échantillons vivants, il faut être conscient qu'une dose de lumière trop élevée peut endommager ou tuer les spécimens et conduire à des artefacts expérimentaux. Ceci est particulièrement important en microscopie confocale et super - résolution,,.